# Serie A2 1999-2000 (pallacanestro femminile)
Il campionato di Serie A2 di pallacanestro femminile 1999-2000 è stato il ventesimo organizzato in Italia.
La seconda divisione del basket femminile italiano è organizzata su due gironi di quattordici squadre ciascuno, per un totale di ventotto società.
Al termine della stagione regolare, le prime due classificate di ogni girone disputano i play-off al meglio di tre gare; le due vincitrici sono promosse in Serie A1. Le ultime 2 di ogni girone retrocedono in Serie B.
Vengono promosse nella massima serie Happidea Albino e Vini Corvo Termini Imerese.

## Stagione regolare

### Girone A
|  |     | Classifica finale 1999-2000 | Pt | G  | V  | P  | PtF | PtS |
|  | --- | --------------------------- | -- | -- | -- | -- | --- | --- |
|  | 1.  | Happidea Albino             | 40 | 26 | 20 | 6  | -   | -   |
|  | 2.  | Pasqualini Rovereto         | 36 | 26 | 18 | 8  | -   | -   |
|  | 3.  | Osra Venezia                | 36 | 26 | 18 | 8  | -   | -   |
|  | 4.  | Sira Ferrara                | 36 | 26 | 18 | 8  | -   | -   |
|  | 5.  | FEG Robbiano Giussano       | 36 | 26 | 18 | 8  | -   | -   |
|  | 6.  | Free Basket Arezzo          | 30 | 26 | 15 | 11 | -   | -   |
|  | 7.  | Techna Reggio Emilia        | 30 | 26 | 15 | 11 | -   | -   |
|  | 8.  | CO.PU.RA. Ravenna           | 22 | 26 | 11 | 15 | -   | -   |
|  | 9.  | Acetum Cavezzo              | 20 | 26 | 10 | 16 | -   | -   |
|  | 10. | Ba.Se. Livorno              | 20 | 26 | 10 | 16 | -   | -   |
|  | 11. | Marsilli Muggia             | 18 | 26 | 9  | 17 | -   | -   |
|  | 12. | Emilianacar Bologna         | 16 | 26 | 8  | 18 | -   | -   |
|  | 13. | Named San Giovanni Valdarno | 12 | 26 | 6  | 20 | -   | -   |
|  | 14. | Ca.Gi. Brescia              | 12 | 26 | 6  | 20 | -   | -   |

### Girone B
|  |     | Classifica finale 1999-2000   | Pt | G  | V  | P  | PtF | PtS |
|  | --- | ----------------------------- | -- | -- | -- | -- | --- | --- |
|  | 1.  | Vini Corvo Termini Imerese    | 42 | 26 | 21 | 5  | -   | -   |
|  | 2.  | Miss Clair Porto Sant'Elpidio | 40 | 26 | 20 | 6  | -   | -   |
|  | 3.  | Alimenti Sardi Cagliari       | 32 | 26 | 16 | 10 | -   | -   |
|  | 4.  | Battipaglia                   | 32 | 26 | 16 | 10 | -   | -   |
|  | 5.  | Gaudianello Pozzuoli          | 30 | 26 | 15 | 11 | -   | -   |
|  | 6.  | San Raffaele Marino           | 26 | 26 | 13 | 13 | -   | -   |
|  | 7.  | Autoamericana Viterbo         | 24 | 26 | 12 | 14 | -   | -   |
|  | 8.  | Virtus Bari                   | 24 | 26 | 12 | 14 | -   | -   |
|  | 9.  | Partenio Avellino             | 22 | 26 | 11 | 15 | -   | -   |
|  | 10. | Gragnano                      | 22 | 26 | 11 | 15 | -   | -   |
|  | 11. | Diveal Napoli                 | 20 | 26 | 10 | 16 | -   | -   |
|  | 12. | Olimpia Patti                 | 20 | 26 | 10 | 16 | -   | -   |
|  | 13. | ILG Alcamo                    | 16 | 26 | 8  | 18 | -   | -   |
|  | 14. | Kronos Catania                | 14 | 26 | 7  | 19 | -   | -   |

## Play-off

### Gara 1
| 7 maggio 2000 | Happidea Albino | 70 – 62 | Miss Clair P.S. Elpidio |  |

| 7 maggio 2000 | Vini Corvo Termini Im. | 63 – 58 | Pasqualini Rovereto |  |

### Gara 2
| 14 maggio 2000 | Miss Clair P.S. Elpidio | 53 – 54 | Happidea Albino |  |

| 14 maggio 2000 | Pasqualini Rovereto | 57 – 52 | Vini Corvo Termini Im. |  |

### Gara 3
| 21 maggio 2000 | Vini Corvo Termini Im. | 60 – 39 | Pasqualini Rovereto |  |

## Verdetti
- Promosse in Serie A1: Happidea Albino e Vini Corvo Termini Imerese.
- Retrocessioni in Serie B: Named San Giovanni Valdarno (poi riammessa), Ca.Gi. Brescia, ILG Alcamo (poi riammessa) e Kronos Catania.
- Variazioni: Sira Ferrara, FEG Robbiano Giussano, Virtus Bari e Miss Clair Porto Sant'Elpidio non partecipano al successivo campionato di Serie A2. Gragnano cede al Taranto il titolo sportivo di Serie A2.